# دستمال سر
دستمال‌سر نوعی پوشاک (دستمال) است که با هدف تزئینی و پوششی به روی سر یا دور گردن بسته می‌شود. رواج دستمال‌سرها از فرهنگ‌های مختلف و ادیان گوناگون ناشی می‌شود. زنان ادیان و فرقه‌های مسیحی آمیش، یهودیان سنتی، مسلمان و مسیحیان ارتودوکس قدیمی از این سنخ پوشاک استفاده می‌کنند.
البته به تازگی در میان ورزشکاران، کوهنوردان، طبیعتگردان، میلیتاریست‌ها و … استفاده از این پوشاک به عنوان ابزاری کاربردی رونق یافته‌است . دستمال سر کاربردهای متفاوتی از جمله ماسک،عرق گیر،کلاه،دستمال گردن،پیشانی بند و غیره استفاده می‌شود. که برای جلوگیری از نفوذ گرد و غبار، جلوگیری از نفوذ عرق به داخل چشم.  گرم نگه داشتن، استفاده زیر کلاه موتور سواران و ده‌ها کاربرد دیگر مفید است. 

## نگارخانه

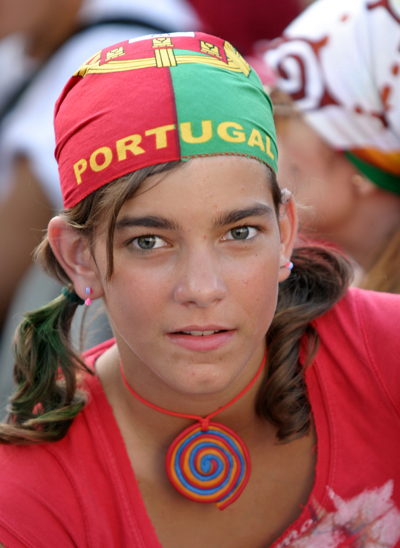
دختر هوادار تیم ملی فوتبال پرتغال که از دستمال سر برای حمایت و تشویق تیم استفاده کرده‌است.
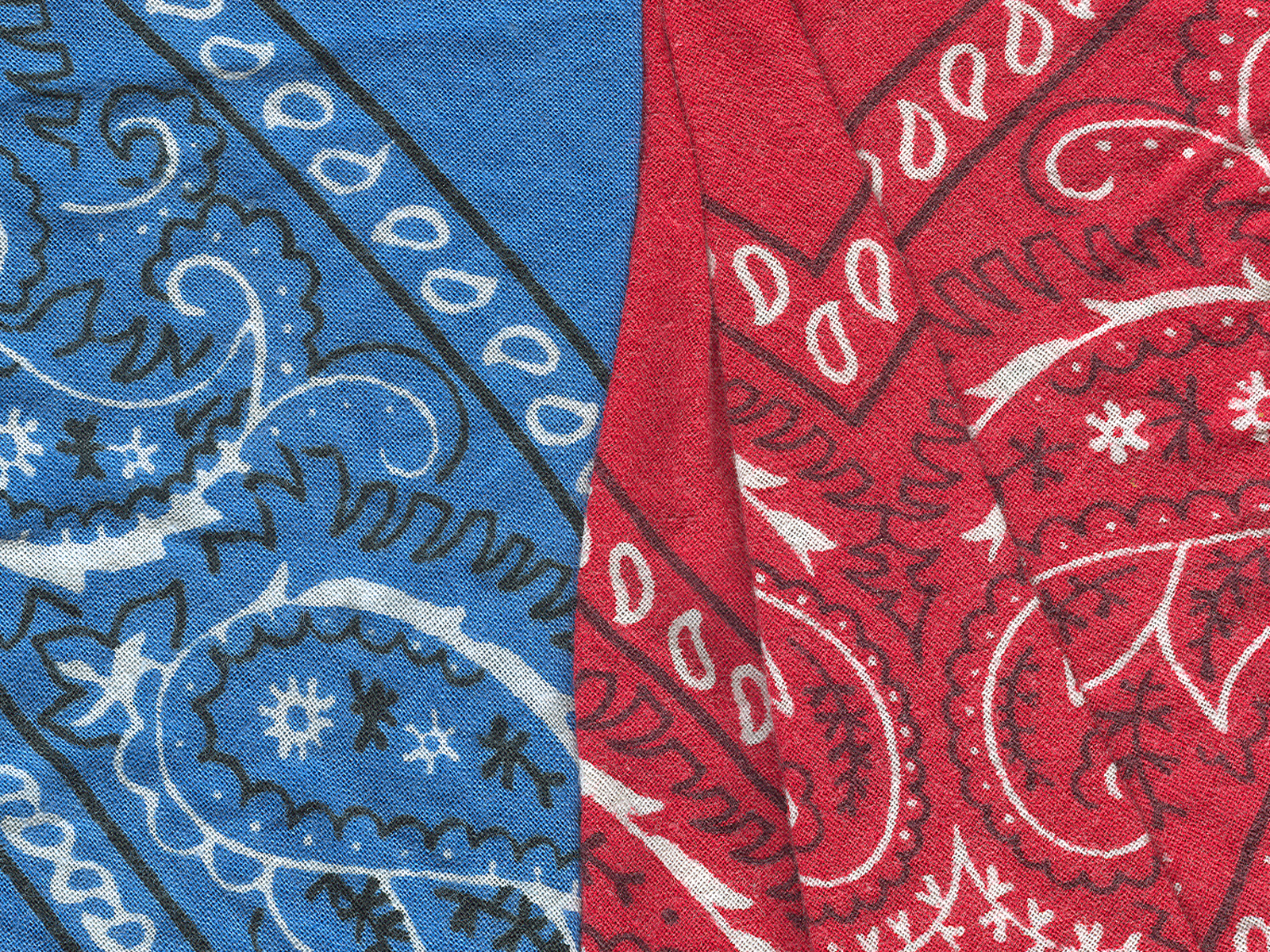
نوعی دستمال‌سر موسوم به بانداناس که از طرح بته جقه در آن استفاده شده‌است.